# Château de Kilchurn

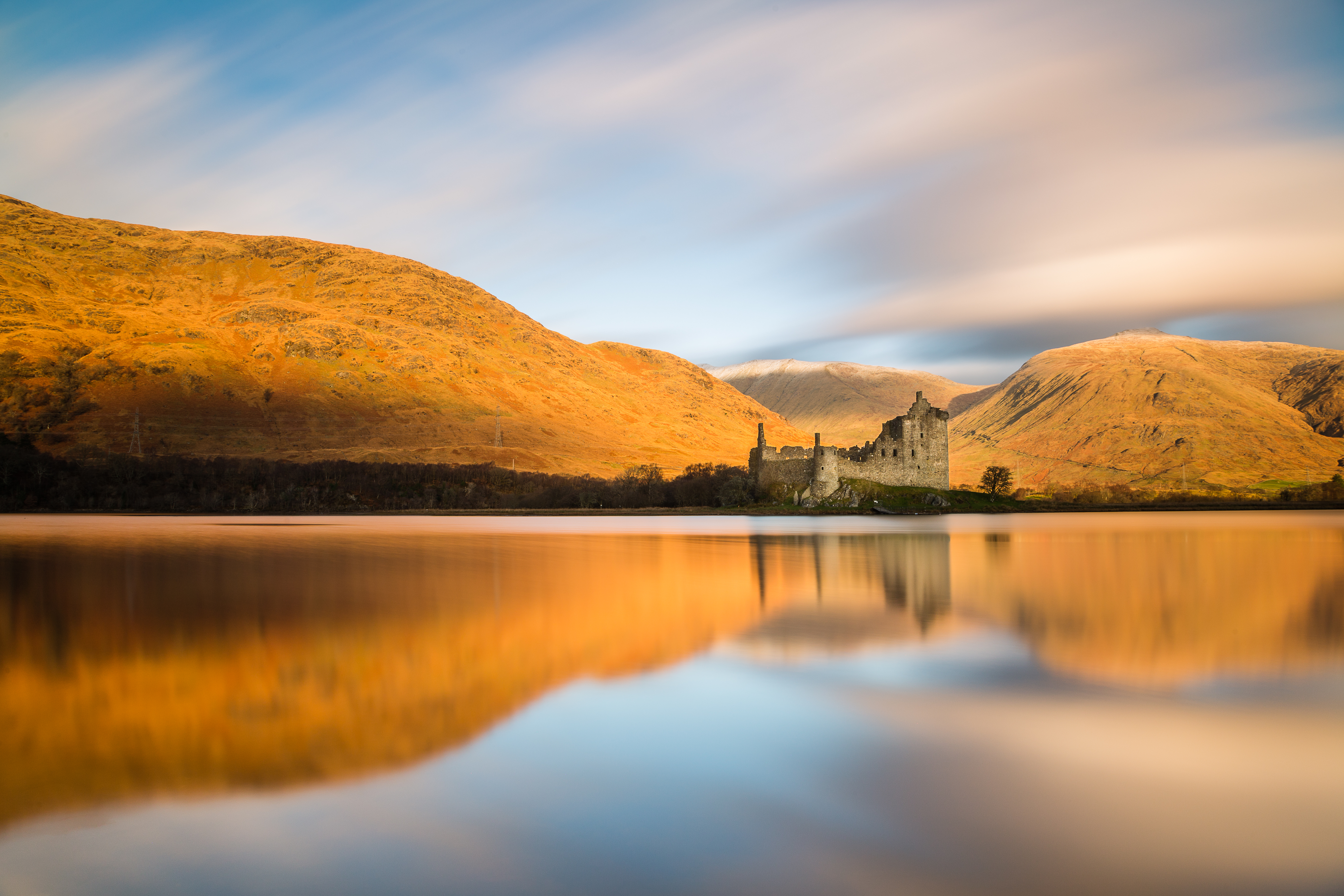
Le château de Kilchurn. Novembre 2018.

Le château de Kilchurn est un château en ruines datant du XVe siècle et situé à l'extrémité nord-est de Loch Awe, en Argyll and Bute, en Écosse.
C'est la maison ancestrale des Campbell de Glenorchy, qui deviennent plus tard comtes de Breadalbane, et que l'on connaît également comme la branche Breadalbane du clan Campbell. La première construction du château fut le donjon et le Laich Hall (tourné vers Loch Awe). Aujourd'hui, c'est un lieu pittoresque et romantique et le château fait partie des structures les plus photographiées d'Écosse.

## Histoire
Le château de Kilchurn est bâti vers 1450 par Sir Colin Campbell, premier seigneur de Glenorchy, et est constitué d'un donjon à cinq étages, avec une cour défendue par un rempart. Vers 1500 un hall est ajouté au sud du château. Les autres parties de la construction sont ajoutées durant les XVIe et XVIIe siècles. Kilchurn se trouvait à l'époque sur une île du Loch Awe pas beaucoup plus grande que le château, mais il est maintenant raccordé au continent à la suite d'une modification du niveau de l'eau en 1817. On accédait au château par un chemin situé presque sous l'eau,.
Au début du XVIe siècle, le château de Kilchurn est agrandi par Sir Duncan Campbell qui y adjoint une salle à manger construite à l'intérieur du mur de fortification sud. Durant la seconde moitié de ce siècle, Sir Colin Campbell, continue à apporter des améliorations au château en ajoutant des chambres au nord du bâtiment, et en remodelant le parapet. Cela inclut l'introduction de petites tours dans les angles du bâtiment, la plupart étant toujours existantes aujourd'hui.

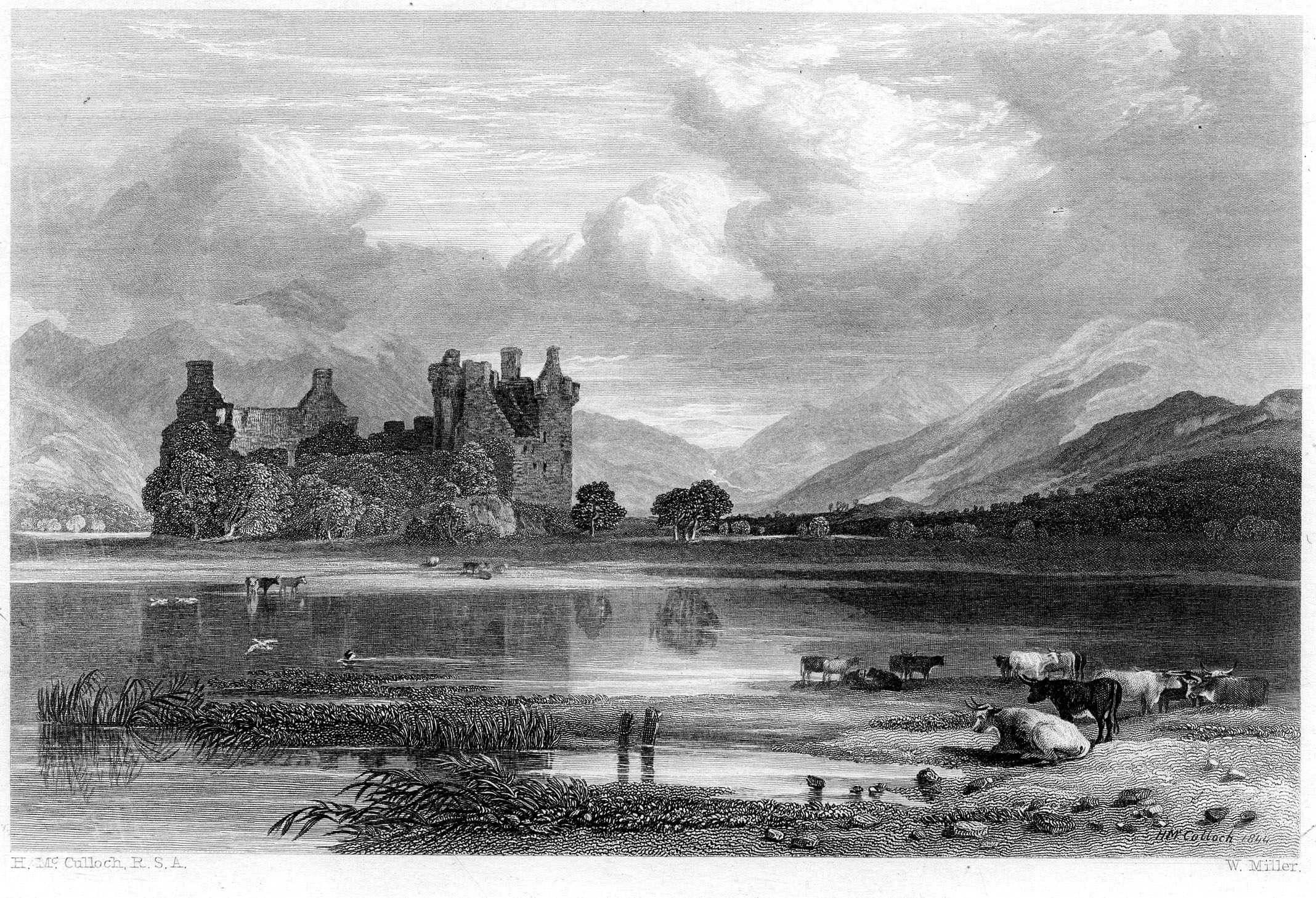
Gravure du château de Kilchurn par William Miller, 1846.

Vers la fin du XVIe siècle, le clan MacGregor de Glenstrae occupe le château. Une fois avoir acquis les terres de Glenorchy au XIVe siècle, après un mariage avec un membre de la famille Campbell, les MacGregor sont désignés comme tenant du château, les Campbell passant la plupart de leur temps à Fincharn. Cet arrangement dure jusqu'au début du XVIIe siècle, quand un violent conflit éclate entre les deux familles. Les Campbell reprennent alors possession du château.
En 1681 Sir John Campbell de Glenorchy est nommé 1er comte de Breadalbane. Pour profiter de l'agitation de l'époque, il utilise Kilchurn comme camp militaire, et y héberge 200 hommes. Il ajoute notamment au château un bâtiment en forme de L de 3 étages du côté nord.
Kilchurn est ensuite utilisé comme une garnison par le gouvernement au cours des révoltes jacobites de 1715 et 1745. Les Campbell tentent, sans succès, de vendre Kilchurn au gouvernement, après qu'ils ont déménagé en 1740 vers le château de Taymouth dans le Pertshire. 
En 1760 le château est endommagé lors d'une tempête et complètement abandonné, les ruines, une tour et une tourelle, persiste au centre de la cour, témoignant de la violence de l'incident.
Ces ruines sont aujourd'hui gérées par Historic Scotland, et sont ouvertes au public l'été. L'accès, en été seulement, se fait par bateau, ou à pied, notamment grâce à la construction d'une passerelle en 2007,.

## Cinéma
Le château sert de décor au film Highlander.